# Гурду-Лесер GL-410
Гурду-Лесер GL-410 (450) (фр. Gourdou-Lesseurre GL-410 (450)) је француски ловачки авион. Први лет авиона је извршен 1932. године. 

Ова два прототипа су се разликовала углавном по кориштеном мотору. Програм испитивања је ускоро прекинут и даљи радови су обустављени.
Највећа брзина у хоризонталном лету је износила 320 km/h. Размах крила је био 12,20 метара а дужина 7,55 метара. Маса празног авиона је износила 970 килограма а нормална полетна маса 1360 килограма. Био је наоружан са два синхронизована митраљеза калибра 7,7 милиметара.

## Наоружање
| Наоружање авиона: Гурду-Лесер  |     |
| Ватрено (стрељачко) наоружање  |     |
| Топ                            |     |
| Митраљез                       |     |
| Број и ознака митраљеза        | 2   |
| Калибар                        | 7,7 |
| Бомбардерско наоружање (бомбе) |     |
| Ракетно наоружање (ракете)     |     |